# St. Veit (Friemar)

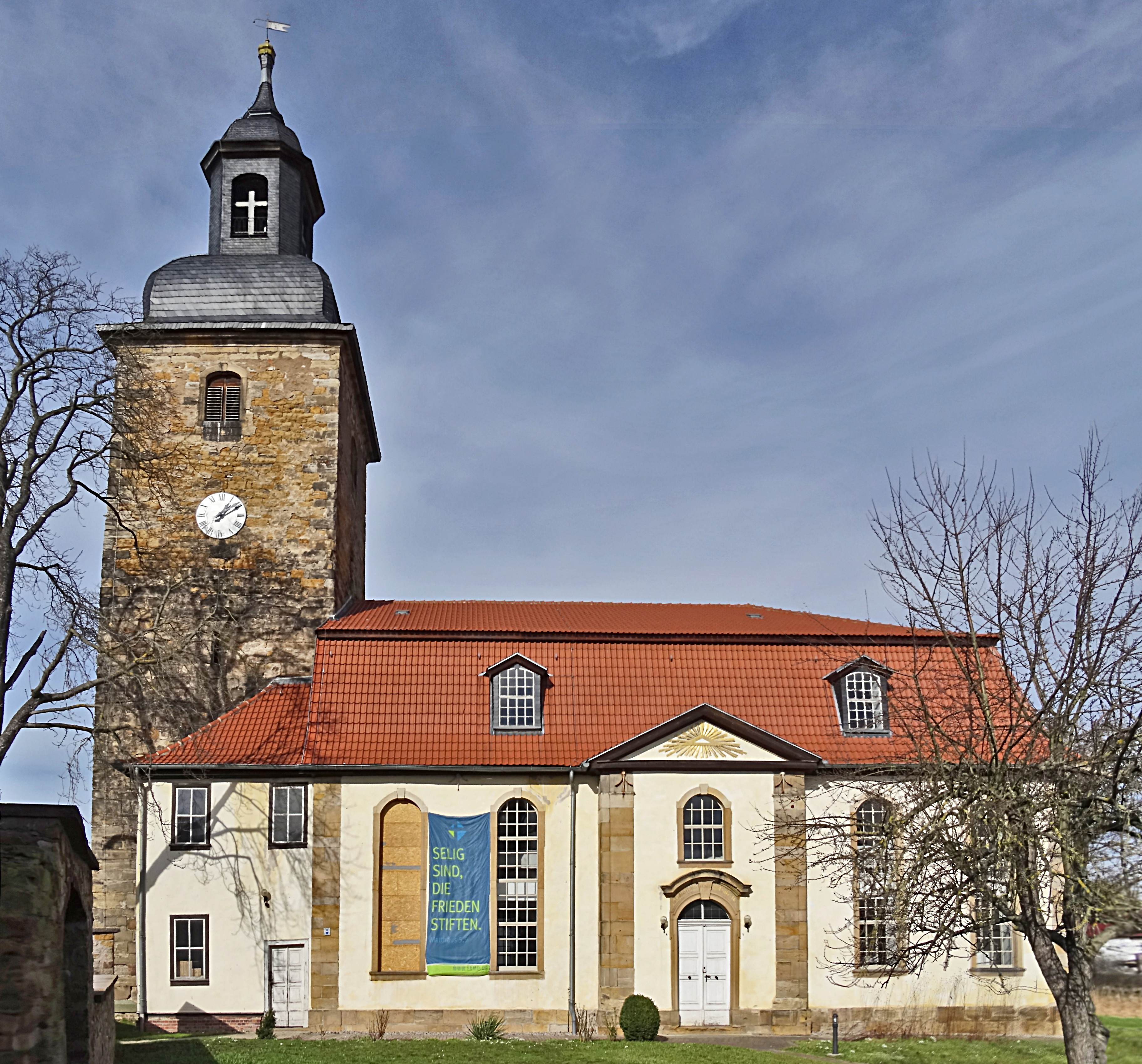
St. Veit

Die evangelisch-lutherische Kirche St. Veit steht in der Dorfmitte von Friemar, eine Gemeinde im thüringischen Landkreis Gotha. Die Kirchengemeinde Friemar gehört zum Kirchengemeindeverband Fahner Land in der Region Nord des Kirchenkreises Gotha der Evangelischen Kirche in Mitteldeutschland.

## Beschreibung
Die Saalkirche wurde 1780–85 nach einem großen Brand erbaut. Sie hat im Westen einen Kirchturm, der von einem mittelalterlichen Kirchenbau erhalten geblieben ist. Auf einer Inschrift ist das Jahr 1387 datiert. Die Obergeschosse sowie die geschweifte, schiefergedeckte Haube, auf der eine offene Laterne sitzt, stammen aus dem 18. Jahrhundert.
Das verputzte Kirchenschiff hat ein Mansarddach. In der Mitte der Längsseiten befindet sich jeweils ein Risalit mit einem Portal, darüber ein Tympanon. Die segmentbogigen hohen Fenster haben einen verzierten Schlussstein. Im Osten ist die Sakristei aus Fachwerk angebaut. Der Innenraum hat umlaufende, zweigeschossige Emporen, in denen Logen eingebaut sind. Er ist mit einem hölzernen Tonnengewölbe überspannt. Im Osten steht die barocke Kanzel.
1999 ersetzte man die beiden Kirchenglocken, die in den Weltkriegen eingeschmolzen wurden. Ihre Schlagtöne sind "e" und "fis". Mit der vorhandenen Glocke mit dem Schlagton "a" ist das Geläut wieder vollständig.
Die Orgel mit 31 Registern, verteilt auf 2 Manuale und Pedal, wurde 1782 von Johann Georg Seitz gebaut, 1831 von Valentin Knauf umgebaut und 1999 von Friedrich Löbling restauriert.